# Sant'Andréa-di-Bozio
Sant'Andréa-di-Bozio är en kommun i departementet Haute-Corse på ön Korsika i Frankrike. Kommunen ligger i kantonen Bustanico som tillhör arrondissementet Corte. År 2022 hade Sant'Andréa-di-Bozio 56 invånare.

## Befolkningsutveckling
Antalet invånare i kommunen Sant'Andréa-di-Bozio
Referens:INSEE